# Ramazzottius cataphractus
Ramazzottius cataphractus är en djurart som tillhör fylumet trögkrypare, och som först beskrevs av Walter Maucci 1974.  Ramazzottius cataphractus ingår i släktet Ramazzottius och familjen Hypsibiidae. Inga underarter finns listade i Catalogue of Life.